# Шубін Олексій Вікторович
Олексій Вікторович Шубін (5 квітня 1975 — 18 листопада 2024) — український футболіст, захисник.

## Життєпис
Вихованець дніпропетровського УФК. Футбольну кар'єру розпочав у «Шахтарі», у футболці якого дебютував 21 жовтня 1992 року в переможному (3:0) домашнього поєдинку 1/16 фіналу кубку України проти сімферопольської «Таврії». Олексій вийшов на поле на 46-й хвилині, замінивши Олексія Косенка. Цей матч так і залишився єдиним у футболці «гірників». На початку липня 1993 року переїхав за кордон, де став гравцем «Ведрича». У футболці речицького клубу зіграв 29 матчів у Вищій лізі та 3 поєдинки у кубку Білорусі.
На початку січня 1995 року повернувся до України, де став гравцем «Торпедо». У футболці запорізького клубу дебютував 20 травня 1995 року в програному (0:3) виїзному поєдинку 28-го туру Вищої ліги України проти франківського «Прикарпаття». Шубін вийшов на поле на 52-й хвилині, замінивши Олексія Якименка. Першим голом у професіональному футболі відзначився 31 травня 1996 року на 49-й хвилині нічийного (1:1) домашнього поєдинку 32-го туру Вищої ліги України проти київського «Динамо». Олексій вийшов на поле на 46-й хвилині, замінивши Ігора Павлика. За три з половиною сезони у складі «торпедівців» зіграв 61 матч (2 голи) у Вищій лізі України, ще 6 поєдинків провів у кубку України.
На початку липня 1998 року перебрався до «Металург». У футболці нікопольського клубу дебютував 31 липня 1998 року в переможному (3:2) домашньому поєдинку 1-го туру Першої ліги України проти хмельницького «Поділля». Олексій вийшов на поле на 33-й хвилині, замінивши Олега Головіра, а на 61-й хвилині відзначився своїм першим голом у новій команді. У першій половині сезону 1998/99 років у Першій лізі України зіграв 13 матчів (2 голи), ще 6 матчів (1 гол) зіграв у кубку України. На початку січня 1999 року перебрався до «Черкас». У футболці «городян» дебютував 22 квітня 1999 року в нічийного (1:1) виїзного поєдинку 25-го туру Першої ліги України проти охтирського «Нафтовика». Шубін вийшов на поле на 31-й хвилині, замінивши «Спартака» (Жигуліна). У команді провів 3 неповні сезони, за цей час у чемпіонатах України зіграв 76 матчів, ще 6 поєдинків провів у кубку України. У жовтні 2000 року провів 2 поєдинки за «Черкаси-2» у Другій лізі України.
На початку січня 2002 року став гравцем «Нафтовика». У футболці охтирського клубу дебютував 14 березня 2002 року в нічийному (0:0) виїзному поєдинку 18-го туру Першої ліги України проти тернопільської «Ниви». Олексій вийшов на поле в стартовому складі та відіграв увесь матч. У 2002 календрному році зіграв 21 матч у Першій лізі України. На початку 2003 року повернувся до «Електрометалурга-НЗФ». У футболці нікопольського клубу дебютував 5 квітня 2003 року в переможному (1:0) домашньому поєдинку 16-го туру групи Б Другої ліги України проти запорізького «Торпедо». Шубін вийшов на поле в стартовому складі, а на 64-й хвилині його замінив Віктор Д'як. Єдиним голом за «електрометалургів» відзначився 13 травня 2003 року на 87-й хвилині нічийного (1:1) виїзного поєдинку 23-го туру групи Б Другої ліги України проти херсонського «Кристалу». Олексій вийшов на поле на 80-й хвилині, замінивши Євгена Сідорського. У квітні-червні 2003 року зіграв 9 матчів (1 гол) у Другій лізі України. З 2003 по 2004 рік виступав за «Колос» з Нікопольського району в чемпіонаті Дніпропетровської області.
На початку липня 2004 року став гравцем «Десни». У футболці чернігівського клубу дебютував 7 серпня 2004 року в переможному (4:0) домашньому поєдинку 1/32 фіналу кубку України проти харківського «Арсеналу». Олексій вийшов на поле в стартовому складі та відіграв увесь матч. У Другій лізі України дебютував за «Десну» 15 серпня 2004 року в переможному (4:1) домашньому поєдинку 3-го туру групи В проти харківського «Газовика-ХГВ». Шубін вийшов на поле в стартовому складі та відіграв увесь матч. У першій половині сезону 2004/05 років зіграв 8 матчів у Другій лізі України та 3 поєдинки у кубку України.
З 2006 по 2007 рік виступав за черкаський «Ходак» в аматорському чемпіонаті України. З 2009 по 2014 рік захищав кольори «Авангарду» (Орджонікідзе) в чемпіонаті Дніпропетровської області.

## Загибель
Загинув 18 листопада 2024 року під час повномасштабного вторгнення Росії в Україну, виконуючи бойове завдання поблизу села Липці Харківської області, внаслідок удару FPV дрону.

## Досягнення
«Десна» (Чернігів)
- Друга ліга України
  -  Срібний призер (1): 2004/05